# Neckargemünd

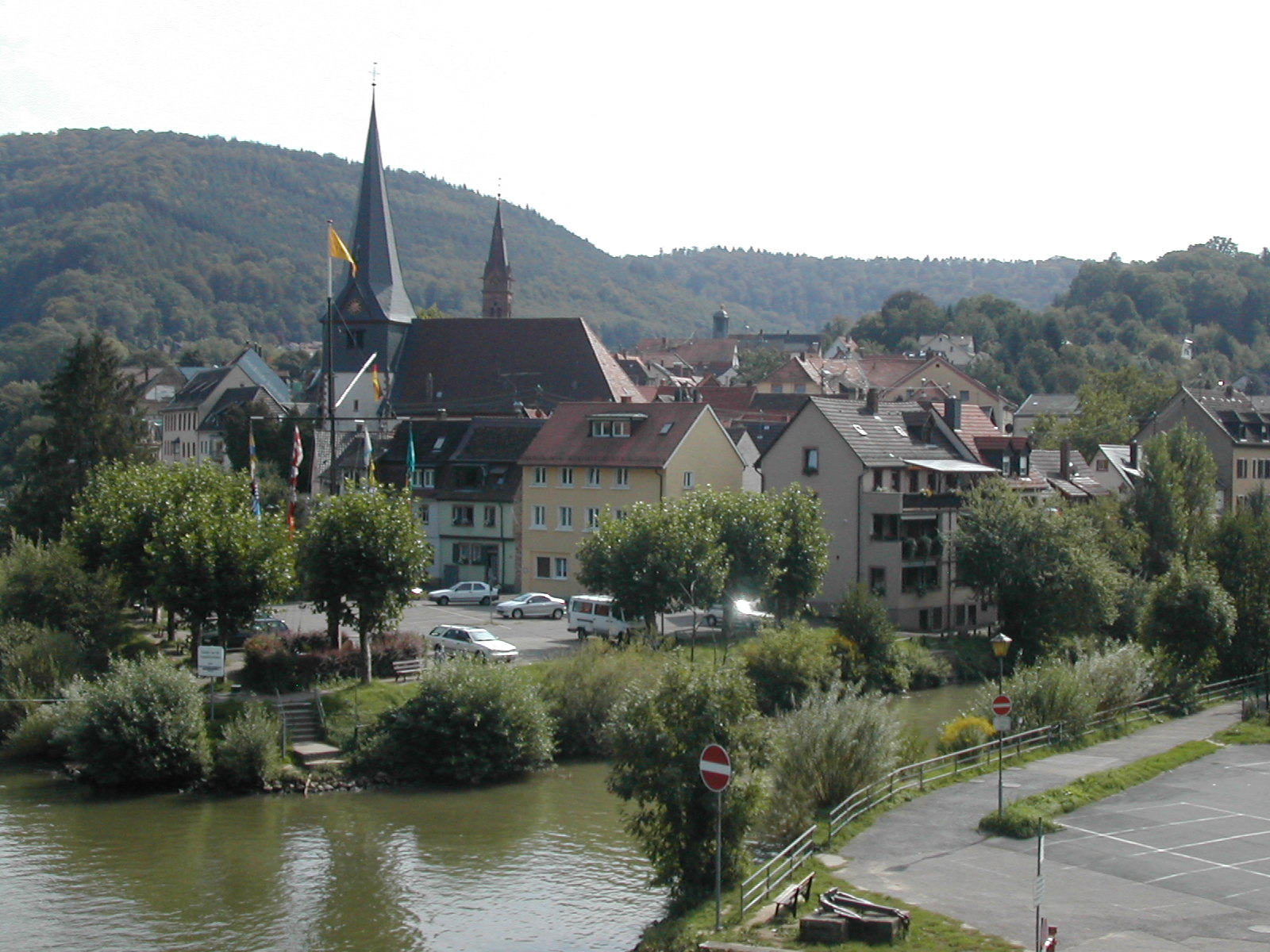
Zicht op Neckargemünd met de monding van de Elsenz in de Neckar.

Neckargemünd is een gemeente in de Duitse deelstaat Baden-Württemberg, gelegen in het Rhein-Neckar-Kreis. De stad telt 13.349 inwoners.

## Geografie
Neckargemünd heeft een oppervlakte van 26,15 km² en ligt in het zuidwesten van Duitsland, ongeveer 10 km stroomopwaarts van Heidelberg aan de Neckar.

## Plaatsen in de gemeente Neckargemünd
- Dilsberg, met: Neuhof, Dilsbergerhof en Rainbach
- Hauptort
- Kleingemünd
- Mückenloch, met: Neckarhäuserhof
- Waldhilsbach

Altlußheim · Angelbachtal · Bammental · Brühl · Dielheim · Dossenheim · Eberbach · Edingen-Neckarhausen · Epfenbach · Eppelheim · Eschelbronn · Gaiberg · Heddesbach · Heddesheim · Heiligkreuzsteinach · Helmstadt-Bargen · Hemsbach · Hirschberg an der Bergstraße · Hockenheim · Ilvesheim · Ketsch · Ladenburg · Laudenbach · Leimen · Lobbach · Malsch · Mauer · Meckesheim · Mühlhausen · Neckarbischofsheim · Neckargemünd · Neidenstein · Neulußheim · Nußloch · Oftersheim · Plankstadt · Rauenberg · Reichartshausen · Reilingen · Sandhausen · Schönau · Schönbrunn · Schriesheim · Schwetzingen · Sinsheim · Spechbach · St. Leon-Rot · Waibstadt · Walldorf · Weinheim · Wiesenbach · Wiesloch · Wilhelmsfeld · Zuzenhausen